# Hylodes pipilans
Hylodes pipilans é uma espécie de anfíbio da família Hylodidae. Endêmica do Brasil, pode ser encontrada na Serra dos Órgãos nos municípios de Guapimirim e Cachoeiras de Macacu, no estado do Rio de Janeiro.